# 風之聖痕
《風之聖痕》（日语：風の聖痕），是山門敬弘原作、納都花丸負責繪製插畫，富士見Fantasia文庫出版的輕小說。中文版由台灣角川代理。同時，亦在2007年改編為電視動畫。作者山门敬弘于2009年病逝，这部作品也因此未能完成。

## 概要
- 第13次Fantasia長篇小說大賞〈準入選〉獲獎作品，應募的時候標題為《風之祈禱》。
- 由於作者之前患上白血病而入院[1]，故出版步伐變得非常慢。後來雖然出院[2]，但不幸於2009年7月20日因病辭世[3]。
- 另外，富士見書房（富士見Dragon Book）在2007年6月出版以輕小說《風之聖痕》原作為藍本的桌上角色扮演遊戲─《風之聖痕RPG》。

## 故事簡介
神凪和麻雖然出生於炎術士名門─神凪家，但天生完全沒有炎術士的才能，因而被父親及族裔放逐到遠方。事隔四年，和麻與風之精靈王訂下了契約，成為了謠傳中最強的風術士，改姓八神。現在，他將再次踏上日本的土地……

## 登場人物

### 主要人物
八神和麻（聲優：小野大輔／渡邊明乃（兒童時代）；香港：楊耀泰；台灣：劉傑）
本作品的主角。本名神凪和麻，22歲，身高約176公分。是非常優秀的風術士，但因為完全沒有神凪家族的炎術士的才能，所以小時候經常被神凪家的人欺負。然而在18歲那年，被12歲的神凪綾乃打敗後，父親非常生氣的說：「這是神凪家的恥辱」，因而被父親放逐到外地。此後被捲入翠鈴被當成活祭品的事件之後，力量覺醒才會成為風術士。成為風術師的和麻2年前被人稱為陰風纏身所到之處都能切斷的死神，殺人毫不猶豫，能利用的就不擇手段的利用，回到日本後才變成現在溫和的樣子。在萬魔殿裡看到與翠鈴有相同樣貌的拉碧絲，想起過去的所有痛苦、憎恨、悲傷的回憶，因而下定決心要找出伯恩哈特摧毀掉並且連同人偶拉碧絲也是，眼神變成緋紅色且充滿殺意身旁的風變成黑色的旋風回到人稱「死神」的從前，被過去束縛、迷失了自我，開始捕殺玩家尋找萬魔殿的情報，襲擊凱薩琳與特殊資料室的人來取得萬魔殿的線索，即使找到了萬魔殿也要在最後一刻破壞，想要享受敵人在最後一刻絕望的神情來折磨到對方斷氣，可是綾乃前來制止他，並且點醒他自己的力量是做什麼的、想起自己曾經發誓不再用這力量來奪取、真正該保護的東西是什麼、最重要的是不再失去任何一個人，才恢復成以前的和麻。
雖然傳說中有幾個人是被稱為是契約者的存在，但是包跨神凪的初代宗主在內全部都終究只是傳說，而和麻則是被真正確認的存在於現代的契約者，因此被譽為「史上唯一」與風之精靈王立下契約的「最初的契約者」。作為風術師本身就擁有破格的力量，明明是身為力量最弱的風術師卻擁有與被稱為最強的炎術師家族神凪宗家匹敵的力量，力量強大到與其說是操縱「風」倒不如說是操縱「大氣」，控制著氣流、如同天災的力量甚至能夠改變氣象。連身為現任神凪最強術師的父親「蒼炎之神炎使」-神凪嚴馬全力迎戰也未必能贏，面對凌乃用炎雷霸的直接攻擊甚至能僅用風之結界阻擋。而且只要與風之精靈王同步行使契約者的權能時，將會獲得無人可敵的力量，雖然需要耗掉非常多的精力及時間，以致同步結束以後常常會累的倒下，最長時間大概也只能維持五分鐘左右，不過行使契約時的和麻就等於掌握了整個地球的風。
雖說本身擁有壓倒性的超絕力量，但是戰鬥中卻會盡量避免以力量與對手正面對決，相反地時常用一些幾乎算是卑鄙的手段來打擊對手，從中找機會將對手擊敗，面對嚴馬就在他集中全力前決勝負、面對妖魔化的流也就想辦法打近身戰阻止大規模招式、面對紅羽就動搖他的意志剝奪戰鬥意識、面對蓋亞就引開對方的注意在從背後攻擊，因為他深知人類所能操縱的事物沒有絕對更非萬能，因此為了不暴露自己的極限，戰鬥中會讓自己的力量保有餘地。而且力量的操縱也是及其精巧，無論是將力量收集成束的力量集中，或是完美調和到了幾乎不讓人查覺程度的神速凜冽的斬擊都是看家本領，甚至在救被封在水晶內的真由美時還能在不傷害她的狀況下將黏附於身上的水晶削落。
在某些時候性情會變成喜愛打鬥的暴君，也會以幫風之妖精奪回秘寶順便毫無顧慮與敵人的大幹一場，曾經奸笑著對敵人說過「拜託你們了，不要毫無反抗的就把東西還給我啊」，就算任務是奪回秘寶也要在敵人正打算使用的時候強奪過來，認為這樣看著敵人陷入絕望的表情絕對要有趣得多，連風之妖精都懷疑風之精靈王為什麼要跟這樣的人訂下契約，認為絕對是選錯人了。
不管是什麼樣的委託都會接受，但條件是高額報酬。只要與自己的父親嚴馬碰面就會開始大打起來，造成當地許多的困擾以及公物損毀。小時候認為自己根本無法打贏父親，甚至連碰都碰觸不到他，現在卻變成“人外有人”這句話用在兩人身上的話，那個「人」就是自己。覺得沒有報酬誰想跟這怪物對打，可是結束以後心裡卻意外的心情暢快。跟自己父親一樣是個非常不坦率的人。
本性是正直的，可惜邪惡跟卑鄙的方面卻佔絕大部分，有著讓人摸不透的行為模式，有時候是一個為守護重要的東西拼上性命保護一切的人，可是認為「為了保護重要的人，犧牲自己不就一切白搭了，要幸福就要大家一起幸福」，有時候卻又變成欺負別人，玩弄綾乃的腹黑角色。從以前開始就對煉的眼淚沒輒，只要事情一跟煉扯上關係就會開始認真起來，看著煉的時候神情會比較溫柔，不管煉提出什麼樣沒道理的請求也幾乎都是有求必應。在亞由美去世的那件事情過後非常關心煉，並藉著去遊樂園的機會讓他可以拋開煩惱。
由於宗主提出了高額價一億元的現金來聘請和麻當綾乃的護衛，所以總是和綾乃一起出任務，不過綾乃覺得根本不需要他，認為他是白來領錢的。非常喜歡看綾乃被整的樣子，加上在各個方面的舉動以及與其它女性的接觸談話容易被誤會（不排除是真的），因此被綾乃認為是下流胚子並加以攻擊。在戰鬥的時候偶爾會把綾乃當成誘餌，認為這樣是最佳的方案。即使如此在綾乃脆弱的時候還是會軟下心來安慰她。
替綾乃的朱金色神炎取名為「紅炎」，不過並未告訴任何人，只打算藏在自己心中。
由於前女友翠鈴在臨死前對著和麻說「我不是因為要被妖魔吃掉才誕生的」，這句話成了和麻心中永久的傷，因此導致有人（特別是其伯父或煉）說出這種話絕對會變臉色。而此句話對和麻來說是禁語，被其聽見（無論是當面還是無意間聽見），馬上勃然大怒。
與其他使用風能力或操縱天氣的魔法使不同，和麻是藉由風精甚至是風之精靈王所使出的，所以能力是屬於純粹等級的，非一般的風術師。
神凪綾乃（聲優：藤村步；香港：魏惠娥；台灣：林美秀）
本作品的女主角。下任神凪家宗主的16歲女高中生，身高162公分。12歲時繼承一族的寶劍「炎雷霸」。不管是直覺、推理、身旁周遭發生的事情都非常的遲鈍，連自己被好朋友跟蹤偷拍跟和麻單獨相處的照片也沒有察覺到。認為所有要對女性不利的男人都是女人的公敵，會對那些男人大打出手伸張正義，看在和麻眼裡這已經超越正當防衛的底限了。情感方面比一般人還要遲鈍，連自己喜歡上和麻也不知道，或是知道了也不願意承認，某次和麻請她幫忙拿一下喝到一半的罐裝咖啡，去處理小角色猶豫了一下把它喝掉。因為和麻時常會有女性糾纏他或是主動對女性講一些奇怪的話，所以她時常吃醋，不過本人卻完全否定或是沒察覺到因而暴燥起來。沒有發現到自己對和麻來說是跟翠鈴一樣重要的存在，直到凱薩琳跟橘霧香與她對談才了解到這一點，下定決心前去阻止，為了點醒和麻全力奮戰，以朱金色的神炎與和麻所教授的收束力量的技巧，初次擊敗和麻獲得勝利（不過無論是炎雷霸的攻擊還是足以讓人燒成灰燼的熱量全都被和麻迴避，和麻只是單純的被力量的餘波震飛，連衣服都沒有焦痕），在最後也從和麻那裡得到夥伴這個意義上的認同。
雖然曾經幾度使用朱金色的神炎，但事後卻完全沒有印象，戰鬥時都不會花時間去想辦法，被和麻說是個憑著本能行動的生物，連炎雷霸的真正使用方法都是和麻教的。非常崇拜和麻，希望總有一天可以追上他並得到他的認同。
和麻曾經感嘆的說「胸部也好，倒下的方式也好，為什麼這傢伙這麼沒魅力」，但覺得「因為她是綾乃啊」這回答非常有說服力。由於和麻講話的方式經常讓綾乃感到不滿，所以經常上演單人夫妻吵架。即使如此，在綾乃身陷危機時，和麻也會奮不顧身的去解救她，曾被和麻稱讚過「你長大後或許會是個不錯的女人」。
神凪煉（聲優：森永理科；香港：鄧潔麗；台灣：謝佼娟）
和麻的弟弟，12歲，身高155公分。與幼時的和麻不同，擁有與生俱來炎術師的才能，在戰鬥的時候各方面都會跟平時不同。對於自己為什麼會被花音喜歡上感到疑惑，認為自己是女性的話應該會喜歡更強壯帥氣一點的男性啊，比如哥哥和麻。
非常的尊敬以及仰慕和麻，很喜歡陪伴在和麻身邊。
對初次見面的亞由美一見鍾情，即使要與眾人為敵也要保護她，並溫柔的對待她。對於亞由美就算是複製人也要變成活祭品的事情還是極度無法接受，想找出即使不犧牲她也可以封住魔獸的辦法，之後明白他真正的敵人不是人而是魔獸，為了擊倒魔獸與和麻、綾乃聯手戰鬥，但最後為了擊倒魔獸，亞由美還是付出了為時不長的生命，在亞由美臨死前雙方告白說出對彼此的心意。
年僅12歲就覺醒了，學會「神炎」這種特異炎術外的炎術中威力最強的「黃金之炎」，並且習得只將邪氣燒盡卻不會傷害人體的淨化炎術的天才炎術師，而這淨化炎術連綾乃都不會用，在此之前是只有重吾跟嚴馬才會用的術，因此綾乃還被和麻嘲笑「不加緊修煉下任宗主就會是煉了」、「如果沒有炎雷霸的你不是完全被煉給超越了嗎」。

### 神凪一族
神凪重悟（聲優：寺杣昌紀；台灣：于正昌）
神凪一族的宗主，同時也是綾乃的父親。雖然是神凪一族最強的術者，甚至被稱為神凪一族史上最強炎術師，操縱「紫之神炎」的神炎使，卻因為事故失去一隻腳後，從一線引退。
個性相當溫厚，在神凪家族中可以說是「神凪和麻」唯一的朋友，苦惱於神凪家的「力量就是一切」的思想和神凪家對風牙眾的利用態度，雖然想要改變但卻無能為力，在與和麻的談話間感覺到了和麻在離家的四年裡所受到的心傷，非常希望和麻能回歸神凪，讓和麻擁有一個歸處。
經常花大筆的錢拜託和麻辦事，認為和麻對神凪家是不可或缺的存在，且想盡辦法促進和麻跟綾乃的戀情，讓兩人可以去遊樂園獨處、拜託綾乃的同學讓他們可以一起去溫泉旅館。
神凪嚴馬（聲優：小山力也；香港：黃志明；台灣：梁興昌）
和麻及煉的父親、現任神凪一族最強的術者。在神凪史上目前只有11個人有過神炎，嚴馬是少數能使用神炎的其中一人，操縱著被染上自己蒼色靈氣的神炎「蒼炎」。為了把和麻帶回去與和麻對戰，但因為太小看和麻，而被和麻算計，以風術師特有的高速召喚風之精靈打個措手不及而敗北，雖然和麻是打算把他送去醫院可是嫌太麻煩所以改叫救護車來接送。之後為了療養與橘警視來到溫泉旅館遇上和麻一夥，由於父子兩人行為模式幾乎一致多次在同個地方碰面展開格鬥，不過中途都被一些讓人覺得無俚頭的外來因素而暫停，「只要我想隨時都可以把你這種貨色解決掉」「被你撿回一條命了」「下次在碰上你就是你的死期」兩人每次都說出相同的對話離開現場，伴隨而來的就是現場的損毀。
跟和麻一樣是非常不坦承表露自己想法的人，對於和麻可以找到新的道路內心感到欣慰，曾對於和麻提出回歸神凪的意願，也願意放下自尊主動與和麻和解，被和麻拒絕回歸後坦然接受了和麻的選擇。
神凪深雪（聲優：佐藤しのぶ；香港：王夢華；台灣：林美秀）
嚴馬的妻子、和麻及煉的母親。從以前性格好像就有問題，被人說成是隨心所欲的女人。
大神雅行（聲優：城山堅；香港：黃志明；台灣：詹君陽）
神凪一族的分家、大神家宗主，操與武哉的父親。在大神家事件的時候打算殺了自己女兒操，讓為她是一族的恥辱卻反被操給殺死。
大神操（聲優：植田佳奈；香港：王夢華；台灣：穆宣名）
神凪一族的分家、大神家的女兒兼炎術師。總是穿著和服，外表給人大和撫子的印象。對於自己的哥哥被和麻間接殺死心存怨恨，數次想殺了和麻但憑她的能力根本無法傷的暸，所以藉著妖魔的力量讓自己強化，其中過程犧牲了無數人的性命，奪走了家人族人的性命，卻還是無法戰勝和麻，得知自己被人矇騙迷惑住以後感到後悔昏迷，事情結束以後原本打算以死謝罪，被和麻阻止說妳一個人的生命無法彌補被殺害的數百人，為了贖罪決定去寺廟裡當尼姑（10年前出面救過被神凪家小孩欺負中的和麻）。
雖然不擅長作戰，但是才能極高，若是能專心修煉將會躋身成為神凪分家最強術者之列。
大神武哉（聲優：武虎；台灣：梁興昌）
神凪一族的分家、大神家的後嗣兒子，同時也是操的哥哥。娶了久我家的女兒、靜為妻子，並有一對雙胞胎兒子。被和麻擊敗以後遭到流也殺害。
結城慎治（聲優：奧田啟人；香港：郭俊廷；台灣：詹君陽）
神凪一族的分家、結城家的老么。25歲。回國後的和麻在驅逐妖魔的委託中第一個最先遇到的神凪一族的族人，以前經常欺負和麻的人，被和麻強大的力量嚇到，逃離回到神凪家後被流也殺害。
結城慎吾（聲優：西脇保；台灣：詹君陽）
神凪一族的分家、結城家的兒子，結城慎治的哥哥。在分家中是屬於高強的術者，被和麻輕易的擊敗，之後遭到流也殺害。
風卷兵衛（聲優：稻葉實；香港：郭俊廷；台灣：詹君陽）
神凪一族的下部組織、風牙眾的頭領。風術師。表面上對神凪一族忠心耿耿，暗地裡策畫著讓一族的妖魔復活來毀滅神凪家，最後被煉所擊敗（動畫中改為被妖魔所殺），計畫以失敗告終，全族被剝奪職位。
風卷流也（聲優：松本大）
風卷兵衛的兒子，風術師。為了向神凪家復仇，利用妖氣來增強自己的能力，殺害神凪的炎術師們，妖魔封印解除讓妖魔纏繞在自己身上，雖然變得無比強大，意識卻被想對封印自己的神凪家報仇奪走，最後被與風之精靈王同步的和麻給重創，隨後被綾乃的紅炎給擊敗。

### 警視廳特殊資料整理室
橘霧香（聲優：大原沙耶香；香港：鄧潔麗；台灣：謝佼娟）
陰陽師的一族、有名的橘家的分家術者，不過雖說是分家但是作為陰陽師的能力卻是頂級的實力，橘家之中無人可及，可是就因為太過優秀而且除了陰陽術以外也積極的吸收其他流派的術式，反而遭到家中的重視傳統的老人所厭惡。現在日本唯一的公營退魔組織「特殊資料整理室」的室長。
希望可以跟神凪家打好關係，對於看著因為和麻關係而吃醋的綾乃感到有趣。
倉橋和泉（聲優：渡邊明乃；香港：王夢華；台灣：穆宣名）
為橘家分家的陰陽師成員，階級為巡查長。
石動大樹（聲優：田坂秀樹）
經常倒大楣的警界新人，年齡23歲。
擁有名為「吞噬惡魔」的能力，是一種會讓他在平常時很倒楣，但是在攸關性命的狀況下又會很幸運的躲過一劫的能力，而只要死亡的逼近超出「幸運」所能躲過時程度時，能力就會將次元開啟一個裂縫，將危及性命的事物吞噬並且放逐到異次元。

### 石蕗一族
石蕗亞由美（聲優：酒井香奈子；香港：詹健兒；台灣：穆宣名）
由石蕗一族的女兒、真由美的細胞為基礎所作出來的複製體。肉體年齡為12歲（被創造出來一個月，壽命也只剩下一個月多）。在夜晚的時候偷跑出來與煉在公園相遇，對彼此相互喜歡，對於自己是祭尊的活祭品事情樂觀看待，卻被煉勸說別輕易放棄自己的生命，但最後看到煉陷入危險時十分痛苦，為了讓大家擊倒魔獸犧牲自己的生命，發動大祭壓制魔獸力量，死前向煉表白自己的心意（動畫裡）。
石蕗真由美（聲優：宮島依里；香港：鄧潔麗；台灣：穆宣名）
石蕗一族首座（石蕗巖）的次女，紅羽的妹妹。16歲。亞由美的原型。不承認自己跟亞由美有任何的關係，把他以人偶般對待且極度殘酷。紅羽為了解開魔獸的封印得到力量，強制讓亞由美成為祭尊的活祭品，事情過後對於自己的行為感到抱歉。
石蕗紅羽（聲優：小菅真美；香港：王夢華；台灣：龍顯蕙）
石蕗一族首座（石蕗嚴）的長女。20幾歲後半段。從出生的時候被魔獸封印力量變成一個無法使用能力的地術師，因此借助魔獸的力量讓自己可以使用妖力，和通常的地術師不同操縱著重力。最初就沒打算完成祭尊，而是讓魔獸封印解開化為自己的力量，卻被和麻一夥人給阻擋。其實魔獸封印她力量的原因就是為了讓她變成自己的棋子，得知真相的紅羽知道自己的人生被魔獸支配感到絕望，之後被和麻以風刃切碎而死（動畫中改為因魔獸覺醒而恢復地術師的能力，為了復仇而挑戰魔獸最後被魔獸擊殺）。
石蕗巖（聲優：荻野晴朗；香港：黃志明；台灣：劉傑）
守護富士山封印的地術師一族、石蕗家當家。立定以真由美為藍本製作複製體，並將之做為替身的計劃禍首。原本打算阻止紅羽解開封印獲得魔獸的力量，卻反被紅羽擊敗封印住變成無法動彈的土石像，在臨死之前告知真由美（動畫中則是對和麻）紅羽的計謀。
石蕗勇士（聲優：鳥海浩輔；香港：黃志明）
石蕗一族的一人。地術師。真由美的親信。為了保護真由美，願意奉獻自己的生命，對於真由美會因為被當成活祭品犧牲的事情非常消沉，為了保護真由美請求紅羽賜與魔獸的力量，犧牲了自己的身體變成泥巨人，被和麻批評為了保護某樣東西就需要犧牲這種爛想法令人作嘔。與煉對決被淨化之火給消去魔獸的力量恢復成人類。

### 其它角色
久遠七瀨（聲優：伊藤靜；香港：王夢華；台灣：穆宣名）
與綾乃就讀於同一間學園、綾乃的好友。所屬於陸上部。給人中性印象擅長運動的羞澀少女，因為帥氣感覺特別在女孩子中很受歡迎。經常跟由香里一起行動去做一些一般人不會做的事情，兩人經常在一旁觀看綾乃跟和麻的感情過程。
篠宮由香里（聲優：豬口有佳；香港：鄧潔麗；台灣：謝佼娟）
與七瀨一樣，為綾乃的好友之一。喜歡有趣事物、八卦隨身攜帶相機拍綾乃的美少女，只要能夠拍到綾乃有趣的照片不惜一切代價也要成功。有著比警察更厲害的情報收集能力與行動力，對於這點不過本人的回答卻是「我只是一個普通的女高中生」，也可以輕易猜出綾乃要跟和麻約會的事情。被綾乃懷疑是否在各地都有安裝攝影機或竊聽器。
鈴原花音（聲優：辻步美；香港：詹健兒；台灣：穆宣名）
煉的同班同學，全心全意愛慕著煉的可愛少女，對煉的精神狀況、心情都很關心，是個在大腦思考之前身體已經先行動的人。有著柔弱的外表下不相襯的格鬥技巧，經常在達也要把煉帶走的時候以格鬥技擊倒他把煉帶去約會。
芹澤達也（聲優：福山潤；香港：郭俊廷；台灣：于正昌）
煉的同班同學，自稱是煉的好友，卻像戀人一樣的纏著他。常與花音展開煉的爭奪戰，被花音稱為妨礙別人相愛的大猩猩。雖然有著身高超過180公分的好體格，卻每次都敗給花音而倒地。
帝雅娜（聲優：真堂圭；香港：魏惠娥；台灣：龍顯蕙）
風屬性的妖精。雖然是妖精卻喜歡作弄人類，雖然經常惡作劇但本性不壞，但是妖精的惡作劇都是極其惡劣的惡作劇，是會讓對方一輩子都背負殘疾的程度，甚至還可能會追擊對方到死為止。被和麻評比為有著跟綾乃一樣的性格。經常以蟲子的方式稱呼她。
凱薩琳·麥當奴（Catherine McDonald，聲優：高橋智秋；香港：詹健兒；台灣：龍顯蕙）
出身於美國的炎術士，和綾乃不同，擁有一對豐滿的巨乳，身材很好。一族天生擅長使用精靈獸且技術高明。為了能夠得到最強炎術師的稱號特地來到日本，主動挑戰綾乃目的是為了取得她身上的炎雷霸，身上有集結一族力量最強的精靈獸天使造型的「守護精靈米達倫」，由於身體是精靈合成的即使被砍倒也不會死亡，其弱點就是靠火焰所形成的外貌只要淨化就會被打散。被和麻指出自己的能力不足且戰鬥方式跟綾乃一樣莽撞，隨後僱用和麻當自己的教練過程中無意間單戀上對方，並對綾乃宣言自己獲勝的話就把和麻帶回美國，最後卻因為自己太過於得意忘形而被綾乃反敗為勝。
由於萬魔殿事件被橘警視委託與特殊資料整理室簽下合同協助案件，同時得到在日本合法工作的資格。
翠鈴（聲優：牧野由依；香港：鄧潔麗；台灣：穆宣名）
和麻的戀人，生性樂觀開朗，人在居酒屋上班。4年前和還沒成為契約者的和麻在香港相遇，並且與和麻住在同一個屋簷下，對當時的和麻來說每天就像作夢一樣，同時她的死也是和麻心中最深刻的創傷。死前痛苦的說出自己不是為了被惡魔吞噬才出生的。

### 真理天文
「真理天文」（アルマゲスト，Almagest）是一支魔法師組成的秘密結社，雖然其成員大多都對魔法進步有著其大貢獻，但是卻都是為了滿足自身欲望（求知慾）無惡不作，也是和麻最大的仇敵。
厄文·雷斯札爾（Irwin Leszal，聲優：小西克幸；台灣：于正昌）
「真理天文」的首腦，表面上看起來約廿餘歲，但事實上有超過三百歲的年紀，近代300年裡出現的新法術或是重現的古代法術大多都是出自他手，不知情的人都是以史上最優秀的天才之名讚揚著他。
於第7話出現在和麻的回憶中，據小說第六集時和麻和凰小雷的對話中顯示出了他最後的下場:身體被和麻用風刃切碎到不到百公克的肉塊，靈魂被跟他訂下契約的惡魔拖入地獄。
伯恩哈特·羅迪斯（Bernhardt Rhodes，聲優：堀內賢雄；香港：黃志明；台灣：梁興昌）
「真理天文」的執行長，創造「萬魔殿」的主人，讓普通人獲得力量的目的是為了人魔合成資料。利用得到妖力的玩家成為祭品召喚魔界最上層的大惡魔彼列來消滅城市東京，彼列卻被使出神炎的綾乃、與風之精靈王同步的和麻、使用黃金之炎的煉給成功抵擋住，原本打算出面攻擊力氣所剩不多的和麻等人，卻因為嚴馬的出現打消念頭，帶著拉碧絲到國外去。
拉碧絲（Lapis，聲優：牧野由依；香港：詹健兒；台灣：龍顯蕙）
伯恩哈特用翠鈴的殘存意志所製造出的傀儡，有著跟翠鈴相同的外貌。戰鬥時使用比自己身高還大的水晶巨劍，可以吸收敵人的攻擊並加以反彈，希望可以得到心變成人類變成翠鈴。
知道翠鈴死前的最後心願，但是不願告訴和麻，只對和麻說殺死他是自己的心願。
米迦勒·哈雷（Michael Harley，聲優：喜多村英梨；香港：詹健兒；台灣：謝佼娟）
外表是一個金髮外國的年輕小男孩，也是個傀儡靈體。矇騙絕望中的操，讓她殺害無辜的人以及親人的生命，利用操收集到的妖氣讓自己能力增幅創造出一條水晶龍，最後遭到與風之精靈王同步的和麻創造出來給綾乃短暫性使用的蒼炎擊敗後被和麻的風刃砍成重傷，隨後被扔進蒼炎的火堆中消滅。

## 輕小說

### 本篇
| 冊數 | 日文標題 | 中文標題               | 日文版          | 出版日期   | 中文版             | 出版日期       |
| ---- | -------- | ---------------------- | --------------- | ---------- | ------------------ | -------------- |
| 1    |          | 風之聖痕1              | ISBN 4829114037 | 2002年1月  | ISBN 9789861745831 | 2008年2月29日  |
| 2    |          | 風之聖痕2 靈魂的價值   | ISBN 4829114479 | 2002年7月  | ISBN 9789861746579 | 2008年4月10日  |
| 3    |          | 風之聖痕3 月下的告白   | ISBN 4829114940 | 2003年2月  | ISBN 9789861747590 | 2008年7月31日  |
| 4    |          | 風之聖痕4 琉璃色的殘影 | ISBN 4829115580 | 2003年10月 | ISBN 9789861748719 | 2008年10月24日 |
| 5    |          | 風之聖痕5 緋紅色的誓約 | ISBN 4829115998 | 2004年3月  | ISBN 9789861749600 | 2009年1月17日  |
| 6    |          | 風之聖痕6 疾風之槍     | ISBN 4829117699 | 2005年10月 | ISBN 9789862374689 | 2010年1月13日  |

### 短篇集
| 冊數 | 日文標題 | 中文標題       | 日文版          | 出版日期       | 中文版             | 出版日期      |
| ---- | -------- | -------------- | --------------- | -------------- | ------------------ | ------------- |
| 1    |          | 綾乃的災難     | ISBN 4829116382 | 2004年8月      | ISBN 9789862370995 | 2009年5月30日 |
| 2    |          | 我的專屬女神   | ISBN 4829117206 | 2005年5月      | ISBN 9789862372241 | 2009年8月28日 |
| 3    |          | 炼之受难记     | ISBN 4829119082 | 2007年3月      |                    |               |
| 4    |          | 一切都是为了爱 | ISBN 4829119403 | 2007年6月      |                    |               |
| 5    |          | 幸福的一天     | ISBN 4829119845 | 2007年12月20日 |                    |               |
| 6    |          | 秘密的關係     | ISBN 4829135075 | 2010年3月20日  |                    |               |

## 動畫

### 製作人員
- 監督：坂田純一
- 製作總指揮：安田猛、石川真一郎
- 企劃：井上伸一郎、小川洋、藤田純二、酒匂暢彥、上玉利純宏
- 系列構成：關島真賴
- 劇本：關島真賴、久保田雅史、大久保智康、吉村清子、浦畑達彥
- 人物設計：新田靖成
- 總作畫監督：山川宏治
- 效果作監：石野聰
- 作畫監督：山川宏治 等等
- 設計工作：石野聰、片岡英之、大森英敏、神戶洋行、
- 第二原畫：株式會社 等等
- 動畫：株式會社 等等
- 美術監督：加藤靖忠（Studio Easter組）
- 美術設定：兒玉陽平
- 色彩設計：村田惠里子
- 攝影監督：萩原猛夫
- 編輯：三嶋章紀
- 線上編輯工作室：Qtec（水谷元彥、深澤美津奈→新井淳一、岡本昌明）
- 音響監督：鶴岡陽太
- 音樂：福岡　by the courtosy of TEICHIKU ENTERTAINMENT.INC.
- 音樂製作人：吉川明、川村和義
- 音樂製作：Frontier Works Inc.
- 音響效果：倉橋裕宗
- 錄音：椎原操志
- 錄音助手：砂庭舞
- 錄音室：Studio
- 音響製作：樂音舍
- 音響製作擔任：杉山好美
- 標題設計：渡邊信生
- 宣傳：蜂屋誠一、西山洋介
- 版權製作擔任：原田淳
- 協力：畑野淳、小宮將輝、松下淳、青木建彥、板橋秀德、岡村武真、青山秀喜、廣川雅人、尾形光廣、奧野子、鈴木祥市、Dragon Magazine編輯部、Dragon Age編輯部、ZEXCS
- 數位製作管理：藤黑素子
- 製作編輯部：祖父江有花
- 設定製作：稗田宜
- 動畫製作：GONZO
- 製作：風之聖痕製作委員會

### 主題曲
- 片頭曲：「blast of wind」（blast of wind）

歌：木氏沙織
作詞：石川智晶、作曲：三留一純、編曲：佐佐木聰作
- 片尾曲：「獨自一人的天空」（ひとりきりの空）

歌：木氏沙織
作詞：小室、作曲：新居昭乃、編曲：土屋昌巳
使用集數10 11 19 20 21 22 23
- 片尾曲：「瞬間的記憶」（瞬きのキヲク）

歌：藤村步（神凪綾乃）、豬口有佳（篠宮由香里）、伊藤靜（久遠七瀨）
作詞：修、作曲・編曲：高橋浩一郎
使用集數8 9 13 14 15 16 17 18 24
- 第9話插入曲及第12話片尾曲：「月華的祈禱」（月華の祈り）

歌：酒井香奈子（石蕗亞由美）
作詞：美咲、作曲・編曲：田川一人
※片尾曲基本上是按著劇情的氣氛隨機出現的，但兩首片尾曲都以本劇女主角神凪綾乃向和麻伸手作為結尾。

### 各話標題
| 話數 | 日文標題 | 中文標題翻譯       | 劇本       | 分鏡     | 演出     | 作畫監督                    | 改編自原作                         |
| ---- | -------- | ------------------ | ---------- | -------- | -------- | --------------------------- | ---------------------------------- |
| 1    |          | 風的歸回           | 關島真賴   | 坂田純一 | 坂田純一 | 山川宏治                    | 第1冊                              |
| 2    |          | 與過去的對決       | 久保田雅史 | 小寺勝之 | 加藤顯   | 海老原雅夫                  | 第1冊                              |
| 3    |          | 神凪宗家           | 大久保智康 | 祝浩司   | 祝浩司   | PARK HONG-KEUN              | 第1冊                              |
| 4    |          | 契約者             | 吉村清子   | 大森英敏 | 大森英敏 | 赤尾良太郎                  | 第1冊                              |
| 5    |          | 捨棄迷茫的人       | 浦畑達彥   | 大原實   | 黑田泰弘 | 深澤謙二                    | 第2冊 「靈魂的價值」               |
| 6    |          | 力量的代價         | 浦畑達彥   |          | 奧野浩行 | LEE BOO-HEE                 | 第2冊 「靈魂的價值」               |
| 7    |          | 靈魂的價值         | 浦畑達彥   | 西澤     | 吉澤俊一 | 田中誠輝 鈴木雄大           | 第2冊 「靈魂的價值」               |
| 8    |          | 綾乃的災難         | 吉村清子   | 大原實   | 加藤顯   | 海老原雅夫                  | ignition 第1冊內 「綾乃的災難」    |
| 9    |          | 月下的相遇         | 關島真賴   | 祝浩司   | 祝浩司   | PARK HONG-KEUN              | 第3冊 「月下的告白」               |
| 10   |          | 必須守護的人       | 久保田雅史 | 小寺勝之 | 奧野浩行 | 奧野浩行                    | 第3冊 「月下的告白」               |
| 11   |          | 各自的決心         | 大久保智康 | 大原實   | 藤本次郎 | 堀越久美子                  | 第3冊 「月下的告白」               |
| 12   |          | 月光下的表白       | 久保田雅史 | 寺岡嚴   | 黑田泰弘 | 宮崎修治 田中誠輝           | 第3冊 「月下的告白」               |
| 13   |          | 到遊樂場去!        | 浦畑達彥   | 石倉賢一 | 吉澤俊一 | SEO MUNG ROOK               | ignition 第1冊內 「到遊樂園去吧!」 |
| 14   |          | 綾乃的災難接踵而來 | 吉村清子   | 小寺勝之 | 加藤顯   | 海老原雅夫                  | ignition 第1冊內 「到遊樂園去吧!」 |
| 15   |          | 凱薩琳捲土重來     | 大久保智康 | 小寺勝之 | 長村伸治 | 赤尾良太郎 田中誠輝         | ignition 第4冊內 「Return Match」  |
| 16   |          | 父與子             | 久保田雅史 | 祝浩司   | 奧野浩行 | 奧野浩行                    | ignition 第2冊                     |
| 17   |          | 打倒魔法師的方法   | 關島真賴   | 祝浩司   | 祝浩司   | LEE BOO-HEE                 | 第4冊 「琉璃色的殘影」             |
| 18   |          | 東京RPG            | 吉村清子   | 大森英敏 | 伊魔崎齋 | 伊魔崎齋                    | 第4冊 「琉璃色的殘影」             |
| 19   |          | 萬魔殿             | 吉村清子   | 小寺勝之 | 黑田泰弘 | SEO KYUNG ROCK              | 第4冊 「琉璃色的殘影」             |
| 20   |          | 翠綠色的殘影       | 大久保智康 | 大原實   | 大森英敏 | Pastoral                    | 第4冊 「琉璃色的殘影」             |
| 21   |          | 狂亂的風術師       | 浦畑達彥   | 大森英敏 | 加藤顕   | 海老原雅夫                  | 第5冊 「緋色的誓約」               |
| 22   |          | 決心和猶豫         | 大久保智康 | 祝浩司   | 祝浩司   | KIM YU-CHEON SEO KYUNG ROCK | 第5冊 「緋色的誓約」               |
| 23   |          | 紅炎               | 久保田雅史 | 大森英敏 | 奧野浩行 | 奧野浩行                    | 第5冊 「緋色的誓約」               |
| 24   |          | 風所守護之物       | 關島真賴   | 金崎貴臣 | 黑田泰弘 | 山川宏治                    | 第5冊 「緋色的誓約」               |

### 播放單位
日本深夜動畫：下文記載的日本国内播放時間使用日本標準時間（UTC+9）表示。因為部分時間标识會採用30小时制，因此請留意这类超过24:00的时间，其實際播放時間為翌日清晨。
| 播放地區 | 播放電視台   | 播放日期                 | 播放時間（UTC+9）  | 所屬聯播網     |
| -------- | ------------ | ------------------------ | ------------------ | -------------- |
| 福岡縣   | TVQ九州放送  | 2007年4月11日 - 9月19日  | 週三 27:38 - 28:08 | 東京電視台系列 |
| 福井縣   | 福井電視台   | 2007年4月12日 - 10月4日  | 週四 25:20 - 25:50 | 富士電視網     |
| 埼玉縣   | 埼玉電視台   | 2007年4月12日 - 9月20日  | 週四 25:30 - 26:00 | 独立UHF局      |
| 北海道   | 北海道電視台 | 2007年4月12日 - 9月20日  | 週四 26:30 - 27:00 | 東京電視台系列 |
| 千葉縣   | 千葉電視台   | 2007年4月12日 - 9月20日  | 週四 26:30 - 27:00 | 独立UHF局      |
| 東京都   | TOKYO MX     | 2007年4月12日 - 9月20日  | 週四 26:30 - 27:00 | 独立UHF局      |
| 京都府   | KBS京都      | 2007年4月13日 - 9月21日  | 週五 26:00 - 26:30 | 独立UHF局      |
| 神奈川縣 | 神奈川電視台 | 2007年4月14日 - 9月22日  | 週六 27:30 - 28:00 | 独立UHF局      |
| 奈良縣   | 奈良電視台   | 2007年4月19日 - 9月27日  | 週四 25:30 - 26:00 | 独立UHF局      |
| 群馬縣   | 群馬電視台   | 2007年4月22日 - 9月30日  | 週日 25:30 - 26:00 | 独立UHF局      |
| 長野縣   | 信越放送     | 2007年4月27日 - 10月5日  | 週五 27:00 - 27:30 | TBS系列        |
| 日本全域 | BS朝日       | 2007年4月30日 - 10月29日 | 週一 26:00 - 26:30 | 衛星電視       |
| 熊本縣   | 熊本放送     | 2007年5月14日 - 10月22日 | 週一 26:20 - 26:50 | TBS系列        |

| 播放地區 | 播放電視台 | 播放日期              | 當地播放時間         | 所屬聯播網 | 備註                 |
| -------- | ---------- | --------------------- | -------------------- | ---------- | -------------------- |
| 香港     | Animax     | 2010年5月12日-6月14日 | 週一至五 19:00-19:30 |            |                      |
| 臺灣     | Animax     | 2010年8月6日-9月8日   | 週一至五 21:30-22:00 | 有線電視   | 含中文配音、重播時段 |

## 漫畫
- 標題：「風之聖痕 紅炎的御子」（風の聖痕 紅炎の御子）
- 原作：山門敬弘
- 作畫：貓都夏椅
- 人物原案：納都花丸

### 漫畫單行本
| 冊數 | 日文標題 | 中文標題            | 日文版             | 出版日期      | 中文版             | 出版日期      |
| ---- | -------- | ------------------- | ------------------ | ------------- | ------------------ | ------------- |
| 1    |          | 風之聖痕 紅炎之子 1 | ISBN 9784047125117 | 2007年9月7日  | ISBN 9789861749792 | 2009年1月13日 |
| 2    |          | 風之聖痕 紅炎之子 2 | ISBN 9784047125384 | 2008年3月10日 | ISBN 9789862371473 | 2009年6月30日 |

## 畫集
- 標題：「風之聖痕畫集︰炎風之詩」
- 作畫：納都花丸

| 冊數 | 標題 | 語言 | 出版日期      |
| ---- | ---- | ---- | ------------- |
| 1    |      | 日文 | 2007年9月30日 |

## 廣播節目
炎的傲嬌女高中生 綾乃的放學後Cake Viking!（網路電視台）
在web NewType上從2007年3月9日起，開始發佈
電台主播：藤村步（神凪綾乃）、豬口有佳（篠宮由香里）、伊藤靜（久遠七瀨）

## 外部連結
- 風之聖痕 輕小說官方網站（日語）
- 風之聖痕 官方網站（日語）
- 風之聖痕RPG 官方網站 （页面存档备份，存于）（日語）